# Даугірдас Шемьотас
Даугірдас Шемьотас (лит. Daugirdas Šemiotas; 20 травня 1983, Каунас) — литовський боксер, призер чемпіонату світу серед аматорів.

## Спортивна кар'єра
Даугірдас Шемьотас був чемпіоном Литви у напівважкій вазі протягом 2004—2011 років.
- На чемпіонаті світу 2003 в категорії до 75 кг програв в першому бою болгарину Дмитру Усагіну.
- На чемпіонаті світу 2005 в категорії до 81 кг переміг двох суперників, а у чвертьфіналі програв Марьо Шиволія (Хорватія).
- На чемпіонаті Європи 2006 переміг одного суперника, а в другому бою програв Константину Беженару (Румунія).
- На чемпіонаті світу 2007 Даугірдас Шемьотас переміг трьох суперників, не вийшовши на бій у півфіналі через травму, і досяг найбільшого успіху у своїй кар'єрі — завоював бронзову медаль і право на виступ на Олімпійських іграх 2008.
- На Олімпіаді 2008 програв в першому бою Еркебулану Шиналієву (Казахстан).
- На чемпіонаті Європи 2008 програв в другому бою Рене Краузе (Німеччина).
- На чемпіонаті світу 2009 та чемпіонаті Європи 2010 програвав в другому бою Абделькадеру Буенья (Франція).
- На чемпіонаті світу 2011 програв в другому бою Мен Фанлонгу (Китай), втративши можливість виступити на другій Олімпіаді.